# 脂吸法
脂吸法（英語：enfleurage，又稱油萃法、油脂分離法、萃香法）是一種提取植物精油的方式，即利用無氣味的脂肪吸附植物的香味分子，再藉萃取等方式分離出精油。根據脂肪的相態，可分為冷脂吸法和熱脂吸法。